# Ай-Саккунъёган
Ай-Саккунъёган (устар. Ай-Саккун-Еган) — река в России, протекает по Ханты-Мансийскому АО. Устье реки находится в 14 км по левому берегу реки Саккунъёган. Длина реки составляет 52 км, площадь водосборного бассейна 369 км². Имеет левый приток Каукуйсоим, впадающий в 8 км от устья Ай-Саккунъёгана.

## Данные водного реестра
По данным государственного водного реестра России относится к Верхнеобскому бассейновому округу, водохозяйственный участок реки — Обь от впадения реки Вах до города Нефтеюганск, речной подбассейн реки — Обь ниже Ваха до впадения Иртыша. Речной бассейн реки — (Верхняя) Обь до впадения Иртыша.
Код объекта в государственном водном реестре — 13011100112115200043461.